# Средняя Деражня

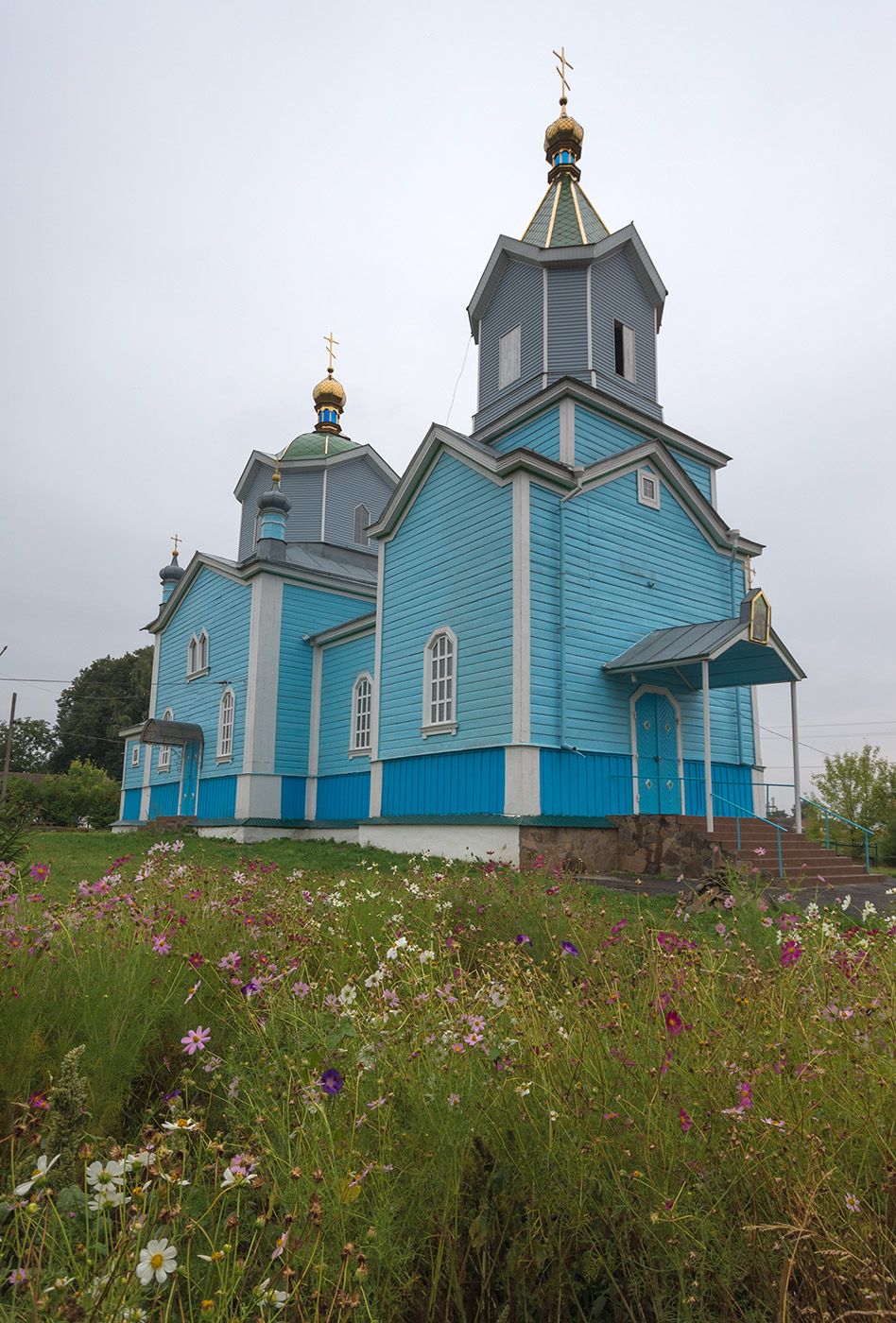
Михайловская церковь

Сре́дняя Дера́жня (укр. Середня Деражня) — село на Украине, находится в Новоград-Волынском районе Житомирской области.
Население по переписи 2001 года составляет 348 человек. Почтовый индекс — 11750. Телефонный код — 4141. Занимает площадь 1,298 км².

## Адрес местного совета
11751, Житомирская область, Новоград-Волынский р-н, с. Средняя Деражня